# Hoa hậu Quốc tế 1970
Hoa hậu Quốc tế 1970 là kỷ niệm 10 năm của cuộc thi Hoa hậu Quốc tế, diễn ra vào ngày 16 tháng 5 năm 1970 tại Exposition Hall Fairgrounds, Osaka, Nhật Bản. 47 cô gái tham gia cuộc thi năm nay. Hoa hậu Quốc tế 1969 Valerie Holmes đến từ Anh Quốc đã trao lại vương miện cho cô Aurora McKenny Pijuan đến từ Philippines. Đây là quốc gia đầu tiên chiến thắng cuộc thi này hai lần.

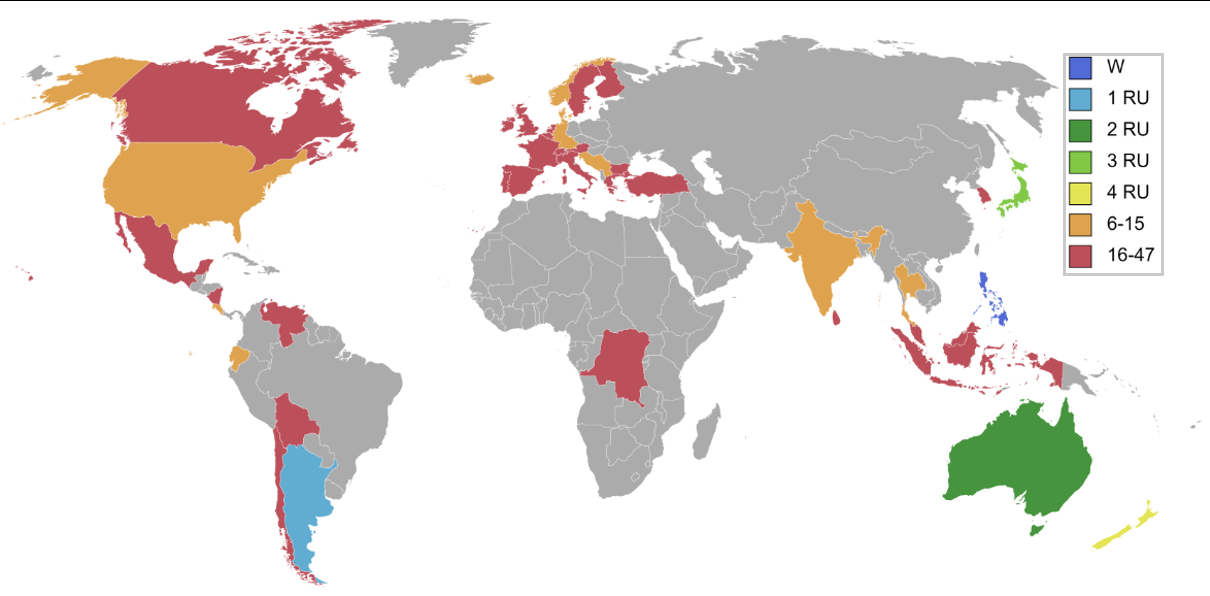
Các quốc gia và vùng lãnh thổ tham gia Hoa hậu Quốc tế 1970 và kết quả.

## Kết quả

### Thứ hạng
| Kết quả              | Thí sinh |
| -------------------- | --- |
| Hoa hậu Quốc tế 1970 | - Philippines – Aurora McKenny Pijuan |
| Á hậu 1              | - Argentina – Margarita Briese |
| Á hậu 2              | - Úc – Karen Papworth |
| Á hậu 3              | - Nhật Bản – Toshie Suda |
| Á hậu 4              | - New Zealand – Susan Greaves |
| Top 15               | - Costa Rica – Julia Haydée Brenes - Đan Mạch – Jeanne Perfeldt - Ecuador – Lourdes Hernández - Đức – Silke Kahl - Iceland – Erla Hardardóttir - Ấn Độ – Patricia D'Souza - Na Uy – Tone Knaran - Thái Lan – Panarat Pisutthisak - Hoa Kỳ – Randi Blesener - Nam Tư – Zdenka Marn |

### Các giải thưởng đặc biệt
| Giải thưởng        | Thí sinh                     |
| ------------------ | ---------------------------- |
| Hoa hậu Thân thiện | - Nicaragua – Jossie Salinas |
| Hoa hậu Ảnh        | - Úc – Karen Papworth        |

## Thí sinh tham gia
47 thí sinh năm nay:
| - Argentina - Margarita Marta Briese - Úc - Karen Patricia Papworth - Áo - Ilse Wolfgang - Bỉ - Heidi LeLeu - Bolivia - Nelly Zenteno Pereira - Anh Quốc - Jacqueline Francesca Molloy - Bulgaria - Branimira Antonova - Canada - Jacquie Perrin - Ceylon - Shirlene Minerva De Silva - Chile - Berta Goldsmith - Cộng hòa Dân chủ Congo - Pita Kaluuya - Costa Rica - Julia Haydée Brenes - Đan Mạch - Jeanne Perfeldt - Ecuador - Lourdes Hernández - Phần Lan - Irene Karvola - Pháp - Dominique Pasquier - Đức - Silke Maria Kahl - Hy Lạp - Katerina Sakka - Guam - Flora C. Baza - Hawaii - Yvonne Haunani Young - Hà Lan - Marjolein Abbing - Hồng Kông - Cecilia W. Buckley - Iceland - Erla Hardardóttir - Ấn Độ - Patricia D'Souza | - Indonesia - Louise Maengkom - Ireland - Anne Marie Murphy - Ý - Rossela Ambrosiani - Nhật Bản - Toshie Suda - Hàn Quốc - Kim In-sook - Luxembourg - Gaby Fejean - Malaysia - Lucy Lee - Malta - Cecile Aguis - Mexico - Lidia Goni - New Zealand - Susan Frances Greaves - Nicaragua - Jossie Salinas - Na Uy - Tone Knaran - Philippines - Aurora McKenny Pijuan - Bồ Đào Nha - Maria do Rosário de Freitas - Singapore - Margaret Tan Quee Lin - Tây Ban Nha - Maria García - Thụy Điển - Rita Rudolfsson Bengtsson - Thụy Sĩ - Yolanda Gahwiler - Thái Lan - Panarat Pisutthisak - Thổ Nhĩ Kỳ - Meral Ekmekcioglu - Hoa Kỳ - Randi Susan Blesener - Venezuela - Marzia Piazza - Nam Tư - Zdenka Marn |

## Chú ý

### Lần đầu tham gia
- Bulgaria

### Trở lại
- Lần cuối tham gia vào năm 1960:
  -  Hawaii (với tư cách là Nam Thái Bình Dương)
- Lần cuối tham gia vào năm 1965:
  -  Chile
- Lần cuối tham gia vào năm 1968:
  -  Cộng hoà Dân chủ Congo
  -  Thổ Nhĩ Kỳ
  -  Nam Tư

### Bỏ cuộc
| - Brazil - Colombia - Israel - Jamaica | - Maroc - Tahiti - Tunisia |